# Данта ди Кадоре
Данта ди Кадоре (итал. Danta di Cadore) је насеље у Италији у округу Белуно, региону Венето.
Према процени из 2011. у насељу је живело 480 становника. Насеље се налази на надморској висини од 1379 м.

## Становништво
| 1931. | 1936. | 1951. | 1961. | 1971. | 1981. | 1991. | 2001. | 2011. |
| ----- | ----- | ----- | ----- | ----- | ----- | ----- | ----- | ----- |
| 726   | 669   | 765   | 774   | 669   | 636   | 603   | 552   | 514   |